# Earias malagasy
Earias malagasy är en fjärilsart som beskrevs av Pierre E.L. Viette 1973. Earias malagasy ingår i släktet Earias och familjen trågspinnare. Inga underarter finns listade i Catalogue of Life.